# Verosímil
Verosímil, es el atributo de lo que parece intuitivamente verdadero, es decir, es lo que se atribuye a una realidad que tiene apariencia o probabilidad de verdadera.
En literatura, el término designa la idea de que lo que es contado o expresado se parece a la realidad. En el teatro, el concepto se aproxima a la regla de las tres unidades (siglo XVII), de inspiración clásica, donde particularmente la tragedia debe respetar esta regla, así como la regla de la conveniencia. Para ciertos autores, lo verosímil es aún más exigente que lo verdadero, porque « lo verdadero a veces no es verosímil » (« le vrai peut quelquefois n'être point vraisemblable », Nico La). Sin embargo, en las obras humorísticas y de acción es común que se ignore la regla de la verosimilitud.
En estadística, la función de verosimilitud es una función de probabilidad condicional, que tiene muchas         aplicaciones en los dominios científicos, especialmente por el método de estimación del máximo de verosimilitud.